# Aïn Beida Harriche
Aïn Beida Harriche è un comune dell'Algeria, situato nella provincia di Mila.